# Il grande inquisitore (I fratelli Karamazov)
(Sigmund Freud)

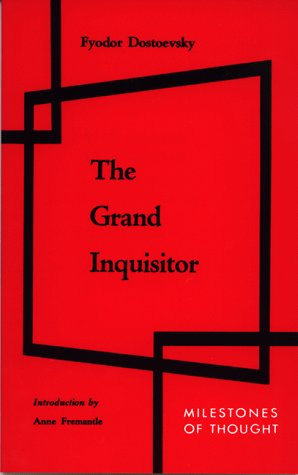
Il Grande inquisitore

Il Grande Inquisitore (noto anche come La leggenda del Grande Inquisitore, che è il titolo di una celebre opera di Rozanov) è un capitolo del romanzo I fratelli Karamazov, dello scrittore russo Fëdor Michajlovič Dostoevskij.
Emerge l'aspetto psicologico, antropologico e filosofico di Dostoevskij; il racconto può essere analizzato e compreso anche fuori dal contesto del romanzo. Vengono rielaborati temi che riguardano la filosofia morale, la filosofia politica, la filosofia della storia e la filosofia della religione.

## Premessa
Prima di iniziare il racconto, Ivàn descrive le opere poetiche religiose del passato con "irruzioni" celesti nella vita degli uomini. 
Il più suggestivo e "dantesco" a suo avviso è un poemetto monastico russo tradotto dal greco, La Madre di Dio tra i tormenti, in cui la Madonna visita insieme all'arcangelo Michele un lago infernale bollente, dove sono immersi i dannati che ormai Dio ha dimenticato. Allora ella, inginocchiandosi piangendo, chiede perdono a Dio nel suo trono per tutti i dannati, senza distinzione. Dio le mostra le piaghe delle ferite di Gesù e le chiede come sia possibile perdonare anche i suoi carnefici; ma ella invita tutti i presenti (santi, martiri, angeli) a inginocchiarsi con lei per chiedere perdono per tutti, senza distinzione. Alla fine ottiene che i dannati siano liberati dai tormenti ogni anno, dal giorno di Venerdì Santo fino alla festa della Pentecoste; i peccatori rendono grazie dall'abisso infernale. 
Come in passi precedenti, anche qui è adombrata l'ipotesi teologica dell'apocatastasi.

## La trama
Ivàn Karamàzov espone dunque al fratello Aleksej (Alëša) un racconto allegorico di sua invenzione, ambientato in Spagna ai tempi della Santa Inquisizione.
Dopo quindici secoli dalla morte, Cristo fa ritorno sulla terra. Non viene mai menzionato per nome, ma sempre chiamato indirettamente. Pur comparendo furtivamente, viene misteriosamente riconosciuto da tutti, il popolo lo riconosce e lo acclama come salvatore, tuttavia egli viene subito incarcerato per ordine del Grande Inquisitore, proprio mentre ha appena realizzato la resurrezione di una bambina di sette anni, nella bara bianca ancora aperta, pronunziando le sue uniche parole di tutta la narrazione: "Talitha kumi". 
L'Inquisitore
È lo stesso inquisitore a fare arrestare Gesù e subito dopo a recarsi presso di lui nella prigione in cui è stato rinchiuso esordendo con queste parole:
Poi gli rimprovera di aver voluto portare la libertà ad un popolo che è incapace di usufruirne, un popolo che attraverso il potere della Chiesa pensa d'essere libero. Dopo la sua venuta è stata proprio la Chiesa a farsi carico dell'unica possibilità per rendere gli uomini felici e la sua venuta danneggia quest'ordine raggiunto. Per questa ragione l'inquisitore gli ripete: "Perché sei venuto a infastidirci?". 
Poi Alëša chiede cosa significhino le parole dell'inquisitore a Gesù "non ti erano mancati avvertimenti e consigli". E Ivàn fa rispondere al vecchio che quando lo "Spirito intelligente e terribile" (Satana) lo aveva tentato, aveva posto in realtà una previsione sul comportamento umano. Quando lo tentò suggerendogli di convertire le pietre in pane affinché gli uomini credessero facilmente in lui, egli non lo fece, proprio per mantenere una libertà di scelta non imposta da un'evidenza. Ma l'inquisitore immagina poi un Uomo che persegue la scelta della libertà (proprio come suggerita da Gesù) che non conduce gli uomini ad alcuna certezza ma anzi, dopo essersi angustiati sarebbero venuti a cercare coloro che lo avrebbero perseguitato lungamente, affermando che la promessa fattagli non li aveva sfamati. 
Così l'inquisitore immagina di dover riprendere il potere facendo credere di farlo nel nome di Gesù: "... e saremo noi a sfamarli, nel nome tuo, dando a credere di farlo nel nome tuo." Così deposta la loro libertà, palesata l'incapacità di suddividere il pane a tutti nella libertà si persuaderanno di non poter essere liberi perché deboli, viziosi, inetti e ribelli. Cristo infatti con il suo messaggio dà all'umanità la libertà, la quale risulta insostenibile per la maggior parte degli uomini perché essi hanno bisogno delle necessità materiali alle quali solo in pochi sanno rinunciare. E aggiunge che gli uomini non vogliono questa libertà perché intollerabile ma soprattutto perché creature semplici e sregolate.
Il Grande Inquisitore spiega a Cristo come sia necessaria un'autorità forte, quella da lui rappresentata, che dia al popolo più debole i veri bisogni materiali e richieda loro obbedienza, ingannandoli nel nome di Cristo. Ma in questo inganno risiede la vera sofferenza dell'inquisitore: 
Ormai da otto secoli l'inquisitore e i suoi sono con Lui, con il diavolo, l'unico che può aiutarli a realizzare l'opera della felicità universale, correggendola dalla follia irrealizzabile che Cristo avrebbe voluto, seppur conoscendo il segreto della natura umana basato su questa ebbrezza nauseante per la libertà. Vi sono tre forze in grado di togliere la libertà all'uomo: il miracolo, il mistero e l'autorità. Nella loro veste di sacralità sono le forze su cui si è retta la Chiesa, dal cattolicesimo romano di Costantino al cattolicesimo gesuitico della Controriforma. Secondo l'ortodosso Dostoevskij, il socialismo ateo ha trasformato queste forze nei tre grandi miti di massa della società moderna: la moltiplicazione dell'avere, il valore eminente del fare e la sottomissione universale alla forza organizzativa del potere. Cristo ha rifiutato l'invito di Satana a cambiare le pietre in pane rispondendogli che l'uomo non vive di solo pane. Ma le moltitudini affamate di beni da consumare non vorranno invece vivere soltanto per ciò che hanno o esigono di avere, piuttosto che per la dignità spirituale che contrassegna la loro natura nel mondo delle pietre, delle piante e degli animali? L'uomo diventa così schiavo di ciò che possiede o di ciò che vuol possedere. Il secondo rifiuto di Cristo a Satana, che l'invita a gettarsi dal pinnacolo del Tempio per provare con un miracolo la propria divinità, significa la negazione che l'esorbitante potenza del fare sia la prova della grandezza dell'uomo. L'ultimo dono che il Tentatore offriva a Gesù nel deserto, tutti i regni della terra, viene sdegnosamente rifiutato. Al che, il Grande Inquisitore, facendosi portavoce del diavolo, rinfaccia al Santo la sua ingenuità, riassumendo «…tutto ciò che l'uomo cerca sulla terra, e cioè: a chi inchinarsi, a chi affidare la propria coscienza e in qual modo, infine, unirsi tutti in un formicaio indiscutibilmente comune e concorde, giacché il bisogno di unione universale è il terzo e l'ultimo tormento degli uomini. Sempre l'umanità mirò ad organizzarsi universalmente». D'altronde l'uomo è più legato alla ricerca dei miracoli che di Dio. E se gli vengono a mancare i miracoli se ne crea inchinandosi ai prodigi di un guaritore. Con queste tre forze l'inquisitore dice di aver alleviato gli uomini e di aver pensato realmente agli ultimi, a coloro che non potevano tollerare quel messaggio gravoso di libertà.

E poi l'inquisitore aggiunge la frase più controversa, una sorta di dichiarazione di distacco della Chiesa dal messaggio cristico:

Seguendo questa via di potere che l'inquisitore definisce dei "Cesari" la Chiesa ha regnato con la spada preferendo la via suggerita da Lui (lo Spirito intelligente) e rinnegando Gesù. E nel mantenere l'ordine concederanno agli uomini la possibilità di peccare secondo le regole dettate, ciò li renderà riconoscenti e docili. Ma certamente chi si è fatto carico di tale onere prenderà su di sé il peso della sofferenza, dell'infelicità e la maledizione della conoscenza del bene e del male. L'Inquisitore conclude il suo discorso comunicando al condannato che non lo teme, che la sua esecuzione avverrà l'indomani e che il popolo ne gioirà. Cristo rimane sempre in silenzio, e come unica risposta si avvicina al vecchio Inquisitore e lo bacia sulle sue vecchie labbra esangui.

L'Inquisitore è turbato, eppure Ivàn commenta: "...quel bacio gli brucia nel cuore, ma il vecchio non muta la sua idea".
Aleksej contesta aspramente i contenuti del racconto di Ivàn, attribuendo l'errore dell'Inquisitore alla Roma dei cattolici e dei gesuiti. Poi, dopo aver osservato il fratello in silenzio, alla fine gli si avvicina e lo bacia "con dolcezza" sulle labbra.

## Possibili interpretazioni
La "Leggenda del Grande Inquisitore", vista spesso come critica dell'autore al potere temporale delle chiese istituzionali (in particolare quella cattolica), è stata interpretata e discussa da molti filosofi all'interno della più ampia discussione dell'interpretazione filosofica di Fëdor Dostoevskij. Gli otto secoli per cui la Chiesa si sarebbe allontanata da Cristo potrebbero rappresentare lo scisma che allontanò i cattolici dagli ortodossi. Ma in tutto ciò egli vede la volontà di appropriarsi di un potere e di gestirlo come dei Cesari che attraverso il miracolo, il mistero e l'autorità illudono gli uomini privandoli della vera libertà di cui hanno timore. Zagrebelsky valuta la scelta dell'inquisitore non tanto nella ragion di Stato, per fede o per un calcolo razionale d’utilità. Egli crede che sia la natura stessa degli uomini disposta all'asservimento verso un'autorità. E aggiunge inoltre che il suo intento non è quello di farsi Dio ma di estrometterlo dalla sua vita.
Va comunque ricordato Vasilij Rozanov, il quale è stato il primo ad attribuire particolare importanza al racconto. Il tema della libertà influenza anche il pensiero di Nikolaj Aleksandrovič Berdjaev, il quale ha letto il racconto come un invito a una fede che si fondi sulla libertà e come una critica al positivismo, al marxismo e al cattolicesimo. L'interpretazione di Berdjaev ha influenzato anche quelle a venire, tra le quali ricordiamo in particolare quella di Luigi Pareyson. Senza dimenticare le interpretazioni russe di Solov'ëv, Merezkovskij, Sestov, Belyj e Ivanov. E quelle di David Herbert Lawrence e György Lukács.
Sul bacio che Gesù rivolge al grande inquisitore, Zagrebelsky sintetizza in un suo saggio le possibili ragioni: può esser un bacio che riconosce al grande inquisitore la validità del suo operato, o un gesto di pietà rispetto alla sua miseria morale, o infine una testimonianza di amore che supera ogni limite umano. Anche Freud si è soffermato sulla questione dell'inquisitore in un suo saggio intitolato Dostoevskij e il parricidio laddove interpreta il bacio in termini omoerotici collegando i personaggi alla figura del padre.